# Catasetum evangelistae
Catasetum evangelistae är en orkidéart som beskrevs av Vitorino Paiva Castro och George Francis, Jr. Carr. Catasetum evangelistae ingår i släktet Catasetum och familjen orkidéer. Inga underarter finns listade i Catalogue of Life.